# Meinrichsdorf
Meinrichsdorf (auch Meinersdorf, Meinersdorp, Meginrichesdorf, Meginrichesdorp, Meginrichesdorpf  und Nemeliebesdorp) ist eine Wüstung in der Gemeinde Kaiserpfalz im Burgenlandkreis, Sachsen-Anhalt. Es gehörte zur „Halberstädter Diocöses“, da es nördlich der Unstrut lag.

## Geschichte
In einer Urkunde Ottos II., Wallhausen den 15ten September 980 (in den Pfortaischen Urkundensammlungen enthalten), heißt es: „Wir erhielten vom ehrwürdigen Abt Liudolf zu Corbei (vom Reichsstift Corvey) zwei Marken, Meginrichesdorf (Meinersdorf) und Mimilevu (Wenigen-Memleben, auch: Klein-Memleben genannt), …, im Tausch für den Reichsbesitz im Ittergau …“. Diese Güter Ludolfs lagen im Hassegau.
Im Breviarium Lulli (um 800) wird der Ort Meinrichsdorf nicht erwähnt.
Die Pfortengüter in Meinrichsdorf, nebst der dazugehörigen Katharinenkirche, gehörten zu dem Mönchhof in Odesford (Oßfurt), von dem aus sie auch verwaltet wurden.
Das Kloster Pforta scheint aber die Bauern nach und nach alle ausgekauft zu haben, so dass es 1356 die Güter in Meinrichsdorf, zusammen mit den Gütern in Odesford, an die Edlen von Witzleben, gegen näher zu Pforta liegende Güter, tauschen konnte.
Das Dorf Meinrichsdorf scheint noch Anfang des 15. Jahrhunderts bestanden zu haben, da es in der Archidiak. Matrikel des Jahres 1400 noch mit aufgeführt wird.
In einer im August/September 2022 durchgeführten Tonscherben-Prospektion auf dem Fischberg (nahe Wendelstein, alte Ortslage von Meinrichsdorf) wurden zahlreiche Tonscherben, Dachziegelfragmente und Sandstein-Ansammlungen festgestellt. Nach Informationen dieser Fundlage an das „Landesamt für Denkmalpflege und Archäologie für Vorgeschichte“, Halle (Saale) erfolgten eine Detektoren-Prospektion und aufgrund der Funde eine flächendeckende geomagnetische Prospektion. Auf deren Basis kam es im September 2023 zu umfangreichen Ausgrabungen mit zahlreichen Funden. Die Ergebnisse dieser Grabungen wurden noch nicht veröffentlicht.